# Jason Kay
Pour les articles homonymes, voir Kay.
 (avril 2011).
Si vous disposez d'ouvrages ou d'articles de référence ou si vous connaissez des sites web de qualité traitant du thème abordé ici, merci de compléter l'article en donnant les références utiles à sa vérifiabilité et en les liant à la section « Notes et références ».
Jason Luís Cheetham, dit Jason Kay ou Jay Kay, est un chanteur et musicien britannique, né le 30 décembre 1969 à Stretford (alors dans le Lancashire et aujourd'hui dans le Grand Manchester). Il est le principal auteur et compositeur du groupe Jamiroquai.

## Biographie
Jason Kay est le fils de Karen Kay (en), une chanteuse de jazz et comédienne britannique, et de Luís Saraiva, un guitariste portugais qu'il ne rencontrera qu'en 2001. Son frère jumeau, David, est mort quelques semaines après leur naissance. Durant son enfance, le chanteur James Royal, qui supervisait la carrière naissante de sa mère, lui servira de père de substitution.
Le style musical de Jason Kay est inspiré du funk et de la soul américaine des années 1970. Il a développé un style de danse qui lui est bien particulier, inspiré de figures de skate-board. Il a vendu plus de 20 millions de disques et a une fortune estimée aux alentours de 40 000 000 £.
L'écologie fait partie de ses valeurs, comme le montre le titre du premier album de son groupe Jamiroquai : Emergency On Planet Earth. À ce titre, il soutient financièrement Greenpeace. À plus petite échelle, il applique ces principes de façon personnelle en pratiquant le recyclage des déchets et en prohibant chez lui l'usage de pesticides.
Paradoxalement, malgré cet intérêt pour l'environnement, il est passionné de voitures de sport. Il en a possédé une trentaine de modèles : Ferrari, BMW, Mercedes, Rolls Royce, Aston Martin et une Lamborghini Diablo SE-30 violette (le son du moteur de cette dernière a d'ailleurs été samplé sur le single de Jamiroquai TWM). Cette passion lui est souvent reprochée au regard du bilan écologique de tels véhicules. D'ailleurs, en 2008, il est arrivé second au palmarès des célébrités qui polluent le plus au volant, publié par le magazine britannique What Car?.
Il porte un grand intérêt au football et s'intéresse également à la cosmologie. Il est également fan de Formule 1.
Le fabricant de chaussures de sport Adidas a utilisé, avec son accord, son nom pour le donner à un modèle de sa gamme.
En novembre 2010 sort l'album Rock Dust Light Star.
Le 17 janvier 2017, il annonce avec son groupe Jamiroquai leur nouvel album, Automaton, à travers un court extrait du clip du même nom diffusé sur Youtube, diffusé intégralement le 27 janvier 2017. L'album est sorti le 31 mars de la même année. Plusieurs concerts ont ensuite eu lieu jusqu'à l'été 2017.